# 17.XII
17.XII e българска траш метъл група основана в София през 1993 година.

## Състав
Последни членове
- Борис Ковачев – китара (1993 – 1995; 2008 – 2009)
- Светослав Славейков – вокали (1994 – 1995; 2008 – 2009)
- Свилен Иванов – бас (2009)

Предишни членове
- Иван Касабов – бас (1993 – 1996); вокали (1993 – 1994)
- Цветомир Христов – барабани (1993 – 1996)

## Дискография

### Албуми
- 1995: Capitis Deminutio